# Бишофсхајм
Бишофсхајм (фр. Bischoffsheim) насеље је и општина у источној Француској у региону Алзас, у департману Доња Рајна која припада префектури Молсхајм.
По подацима из 2011. године у општини је живело 3308 становника, а густина насељености је износила 268,29 становника/km². Општина се простире на површини од 12,33 km². Налази се на средњој надморској висини од 225 метара (максималној 362 m, а минималној 149 m).

## Демографија
| 1962. | 1968. | 1975. | 1982. | 1990. | 1999. | 2011. |
| ----- | ----- | ----- | ----- | ----- | ----- | ----- |
| 1.477 | 1.495 | 1.819 | 2.075 | 2.176 | 2.768 | 3.308 |

График промене броја становника у току последњих година